# Eurytela angustissima
Eurytela angustissima är en fjärilsart som beskrevs av Embrik Strand 1916. Eurytela angustissima ingår i släktet Eurytela och familjen praktfjärilar. Inga underarter finns listade i Catalogue of Life.